# Irakli Dzaria
Irakli Dzaria (georgiska: ირაკლი ძარია) född 1 december 1988, är en före detta georgisk fotbollsspelare som spelat för Umaghlesi Liga-klubben FK Dinamo Tbilisi. 